# Nõo (gemeente)
Nõo (Estisch: Nõo vald) is een gemeente in de Estische provincie Tartumaa. De gemeente telde 4.289 inwoners op 1 januari 2023 en heeft een oppervlakte van 169,11 vierkante kilometer.
De landgemeente telt 22 nederzettingen, waarvan de hoofdplaats Nõo en ook Tõravere de status van ‘vlek’ (Estisch: alevik) hebben. Meer dan 100 inwoners tellen ook de dorpen Aiamaa, Illi, Luke, Meeri, Nõgiaru, Vissi en Voika.
De Laurentiuskerk van Nõo (Nõo Laurentiuse kirik) behoort tot de best bewaarde bakstenen kerken in Zuid-Estland. Hij dateert uit de 13de eeuw. Het houten torentje is 19de-eeuws.
De componist Eduard Tubin (1905–1982) werkte tussen 1926 en 1930 als leraar op de dorpsschool van Nõo.
De spoorlijn Tartu - Valga loopt door de gemeente Nõo. Nõo en Tõravere hebben een station aan de spoorlijn.

## Plaatsen
De gemeente heeft:
- twee plaatsen met de status van vlek (alevik): Nõo en Tõravere;
- 20 plaatsen met de status van dorp (küla): Aiamaa, Altmäe, Enno, Etsaste, Illi, Järiste, Kääni, Keeri, Ketneri, Kolga, Laguja, Luke, Meeri, Nõgiaru, Sassi, Tamsa, Unipiha, Uuta, Vissi en Voika.

## Kaart

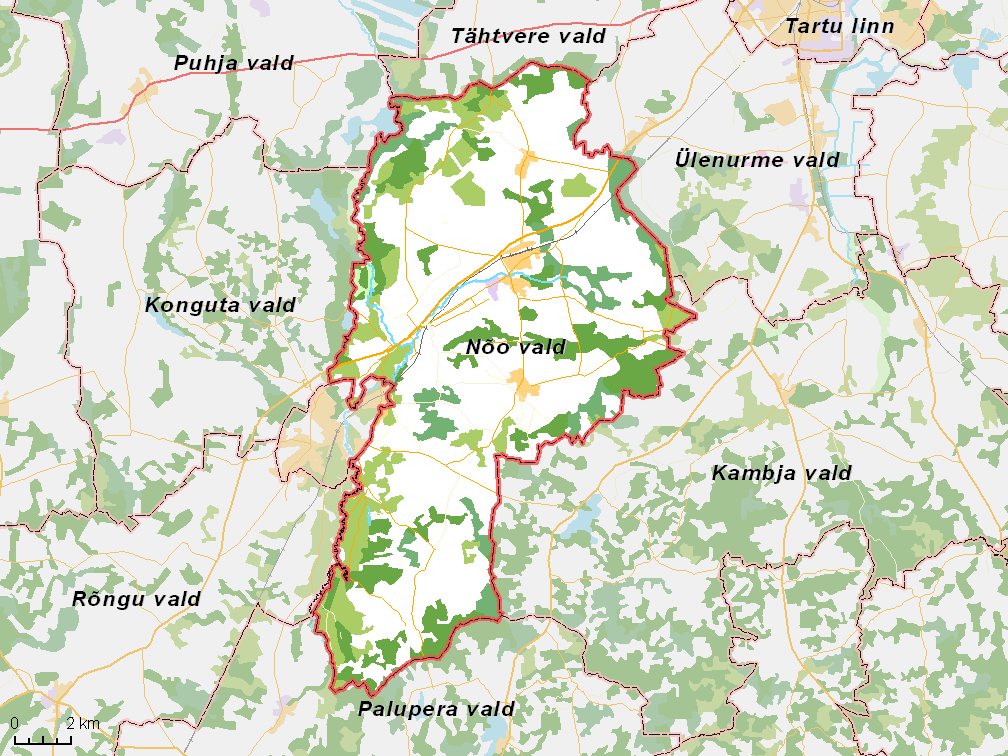
De gemeente met omliggende gemeenten, situatie vóór de gemeentelijk herindeling van oktober 2017. Voor de gemeente Nõo veranderde daarbij niets; van de omringende gemeenten verdwenen Tähtvere, Ülenurme, Palupera, Rõngu, Konguta en Puhja

Stadsgemeente: Tartu

Landgemeenten: Elva · Kambja · Kastre · Luunja · Nõo · Peipsiääre · Tartu vald